# Hydrillodes dimissalis
Hydrillodes dimissalis är en fjärilsart som beskrevs av Walker 1865. Hydrillodes dimissalis ingår i släktet Hydrillodes och familjen nattflyn. Inga underarter finns listade i Catalogue of Life.